# Friedrich von Rauch (Politiker)
Friedrich Eduard Moriz „Fritz“ von Rauch (* 20. Oktober 1823 in Heilbronn; † 11. August 1890 auf dem Kohlhof bei Heidelberg) war ein deutscher Fabrikant und Politiker. Ab 1849 leitete er die Papierfabrik Gebrüder Rauch, 1871 bis 1890 war er Vorsitzender der Handels- und Gewerbekammer Heilbronn. Von 1875 bis 1876 war er Mitglied der Abgeordnetenkammer der Württembergischen Landstände.

## Leben
Rauch war evangelischer Konfession und der Sohn des Heilbronner Papierfabrikanten Moriz von Rauch und von dessen Frau Charlotte geb. Hauck, einer Frankfurter Bankierstochter. Er hatte sieben Geschwister.
1843 bis 1846 studierte er in Bonn und Berlin, wobei er 1843 in das Corps Borussia Bonn eintrat. Anschließend arbeitete er eineinhalb Jahre im Bankgeschäft seines Großvaters (mütterlicherseits) in Frankfurt am Main und ging auch nach London. 1847 trat er in die Papierfabrik Gebrüder Rauch ein, die sein Vater gemeinsam mit seinem Bruder Adolf von Rauch aufgebaut hatte. Nach dem Tod des Vaters übernahm er ab 1849 gemeinsam mit seinem Onkel die Geschäftsleitung der Fabrik.
Friedrich von Rauch war 14 Jahre Beirat, zuletzt Ehrenmitglied der Königlichen Zentralstelle für Gewerbe und Handel in Stuttgart. 1869 war er unter den Gründern der Württembergischen Vereinsbank. 1855 war er Mitgründer der Handels- und Gewerbekammer Heilbronn, 1864 wurde er deren Vizevorsitzender, und ab 1871 war er ihr Vorsitzender, was er bis wenige Monate vor seinem Tod 1890 blieb.
Dem Heilbronner Gemeinderat gehörte der großdeutsch gesinnte Friedrich von Rauch nicht an, nur 1870 wurde er einmal in den Bürgerausschuss gewählt. Als im Landtagswahlkreis Heilbronn Stadt der Mandatsinhaber Friedrich Eduard Mayer starb, trat er bei der erforderlichen Ersatzwahl am 13. Mai 1875 ohne Gegenkandidaten an und wurde gewählt. Wegen der zu geringen Zahl der Abstimmenden musste die Wahl am 19. Mai wiederholt werden. Er gehörte der Abgeordnetenkammer bis zum Ende der Legislaturperiode 1876 an.

## Familie
Friedrich von Rauch heiratete am 9. Januar 1866 Anna Feyerabend (1839–1919), die ältere Schwester Adolf Feyerabends. Aus der Ehe ging ein Sohn hervor, der Historiker und Heilbronner Stadtarchivar Moriz von Rauch.

## Ehrungen
Nach der Familie Rauch ist seit 1900 die Rauchstraße in Heilbronn benannt.